# Edgar Sevikyan
Edgar Sevikyan, né le 8 août 2001 à Moscou, est un footballeur international arménien qui joue au poste d'ailier au Ferencváros TC.

## Biographie

### Carrière en club
Né à Moscou en Russie, Edgar Sevikyan est formé par le Lokomotiv Moscou, avant de rejoindre le Levante UD, où il commence sa carrière professionnelle en championnat d'Espagne,. Il joue son premier match avec l'équipe première du club en championnat le 5 décembre 2020, remplaçant Jorge de Frutos lors d'une victoire 3-0 à domicile contre Getafe.
En juillet 2022, Sevikyan est transféré au Pari NN en championnat de Russie, où il joue la saison 2022-2023, puis la première partie de la saison 2023-2024,,.
Le 17 janvier 2024, il rejoint le Ferencváros TC en championnat de Hongrie,. Sevikyan est ainsi sacré champion de Hongrie lors de la saison 2023-2024,.

### Carrière en sélection
Sevikyan est international junior avec la Russie, dans toutes les catégories, jusqu'aux espoirs, étant même convoqué avec l'équipe senior russe.
En octobre 2023, Sevikyan est pourtant convoqué pour la première fois avec l'équipe senior d'Arménie, à laquelle il a entre temps fait publiquement allégeance. Il honore sa première sélection le 12 octobre 2023, lors d'un match de qualification pour l'Euro 2024 contre la Lettonie.

## Palmarès
Ferencváros TC
- Championnat de Hongrie
  - Champion en 2023-24